# Heterischnus tereshkini
Heterischnus tereshkini là một loài tò vò trong họ Ichneumonidae.